# Хелуанський металургійний комбінат
Хелуанський металургійний комбінат — металургійний комбінат в Єгипті, розташований на південній околиці Каїра біля міста Хелуан. Перше велике підприємство в історії чорної металургії країни. 

## Історія підприємства

### Перша черга
Рішення про будівництво комбінату ухвалили в 1954 році. Хоча на той час єгипетська монархія, яка орієнтувалась на країни Заходу, вже була ліквідована, проте реалізація проекту відбувалась за сприяння ФРН, а основне обладнання постачили відомі німецькі компанії.
У 1957-му видали продукцію дві малі – ємністю по 12 тонн – електродугові печі, які працювали на місцевому та імпортованому металобрухті і могли виробляти 40 тисяч тонн сталі на рік. 
На 1958 рік припало введення головних об’єктів першої черги, а саме:
- доменної печі № 1 об’ємом 575 м3 з річною потужністю 150 тисяч тонн чавуну;
- чотирьох томасівських конвертерів ємністю по 17 тонн (це довело загальну річну потужність сталеплавильного цеху до 315 тисяч тонн на рік); 
- блюмінгу від компанії Demag;
- прокатного стану компанії Siemag, що був призначений для випуску великосортового прокату (є відомості, що його потужність становила 120 тисяч тонн на рік);
- листопрокатного стану (за тими ж відомостями, він випускав 40 тисяч тонн товстого і 10 тисяч тонн тонкого листа на рік). 
В 1960-му стала до ладу доменна піч № 2 з тим же об’ємом 575 м3, що довело потужність підприємства до 300 тисяч тонн чавуну на рік.
Підготовку залізорудної сировини забезпечували дві агломашини з площею спікання по 50 м3, які ввели в експлуатацію одночасно з домнами у 1958 та 1960 роках.
В 1964 році асортимент кінцевої продукції розширили за рахунок нового прокатного стану, що міг випускати 80 тисяч тонн дрібносортового прокату на рік.

### Друга черга
Тим часом Єгипет узяв курс на зближення з СРСР. Одним з наслідків цього було укладання в 1961 році угоди щодо спорудження на Хелуанському комбінаті двох прокатних станів. Один з них продуктивністю 500 тисяч тонн на рік мав перетворювати сляби у гарячекатану котушку, тоді як інший потужністю 250 тисяч тонн на рік використовував частину цієї котушки для випуску холоднокатаного прокату (полосового та рулонного). Введення цього обладнання в експлуатацію припало на 1968 – 1969 рік, при цьому через обмежені можливості з випуску напівфабрикатів доводилось працювати із імпортованими слябами.
Втім, на той час вже узялись за проект спорудження повноцінної другої черги, яка у підсумку включила:
- введену в дію у 1973 (за іншими даними – в 1972) році доменну піч №3 об’ємом 1033 м3 з річною потужністю 500 тисяч тонн чавуну;
- три кисневих конвертери ємністю по 80 тонн, які стали до ладу в 1972 – 1974 роках;
- три введені в дію у 1973-му машини безперервного виливу слябів;
- три запущені у тому ж 1973-му машини безперервного виливу сортової заготовки загальною продуктивністю 600 тисяч тонн на рік;
- запущений в 1977-му середньосортовий стан річною потужністю 200 тисяч тонн;
- введену у 1979 (за іншими даними – в 1977) році доменну піч №4 об’ємом 1033 м3 з річною потужністю 500 тисяч тонн чавуну.
Крім того, переведення перших двох доменних печей на новий тип руди дозволило збільшити їх сукупну річну потужність з 300 до 400 тисяч тон, що довело загальний показник комбінату до 1,4 млн тонн чавуну на рік. Підготовку залізорудної сировини для нової черги забезпечували чотири агломашини аглоцеху №2 з площею спікання по 75 м2, дві з яких почали роботу в 1974 і дві у 1978 роках. 
Проектна потужність комбінату по сталі становила 1,5 млн тонн, тоді як загальна продуктивність прокатних станів досягнула не менш ніж 950 тисяч тонн на рік. При цьому в Єгипті почали з’являтись приватні металопрокатні заводи, орієнтовані на випуск сортового прокату. Так, вже у 1970-х в тому ж Хелвані став до ладу перший такий завод від компанії Metad Helwan.
Варто відзначити, що будівельні роботи за участі СРСР тривали на комбінаті лише до серпня 1973 року, а з 1976 року єгипетський уряд припинив стосунки з СРСР в межах Договору про дружбу і співробітництво між СРСР і АРЄ від 1971 року.

### Розвиток комбінату в 1980-х – 1990-х
В 1985 – 1986 роках більшість прокатних станів першої черги пройшли модернізацію, при цьому на кінець 2000-х їх річна потужність визначалась на рівні 300 тисяч тон блюмів, 180 тисяч тонн великосортового та 90 тисяч тонн листового прокату відповідно.
В 1989 (за іншими даними – у 1992) в аглоцеху №2 запустили п’яту агломашину з такою ж площею спікання як у попередніх.
У 1990-му додали ще одну слябову машину безперервного виливу сталі, що довело загальний показник слябових машин до 600 тисяч тонн на рік.
Нарешті, у 1995 – 1996 роках провели модернізацію всіх трьох кисневих конвертерів зі збільшенням їх ємності до 90 тонн. В цей час програма модернізації комбінату відбувалась за фінансування Світового банку й  Німеччини.

### Комбінат на початку 21 століття
Станом на 2013-й на комбінаті працювала лише одна доменна піч з чотирьох, причому такий стан справ тривав вже два роки. Як стверджувало керівництво комбінату, причиною була нестача коксу через проблеми на сусідньому коксохімічному заводу.
Проблеми тривали і далі. Так, за 2018/2019 фінансовий рік комбінат отримав збиток у розмірі близько 100 млн доларів США, збиток 2019/2020 фінансового року склав близько 50 млн доларів США, а загальний накопичений негативний результат вже перевищував 0,5 млрд доларів США. Як наслідок, у січні 2021-го рада директорів Egyptian Iron and Steel Company (Hadisolb) ухвалила рішення про закриття Хелуанського комбінату.

## Сировинні зв’язки комбінату

### Залізна руда
Перша черга проекту була розрахована на використання залізної руди, видобуток якої почали у 1955 році поблизу Асуану. Вона вирізнялась великим вмістом фосфору, що й обумовило вибір томасівських конвертерів, які дозволяли отримувати з неї продукцію прийнятної якості. 
В основу проекту другої черги поклали роботу на залізній руді із району оази Бахарія, що знаходиться на південний захід від Каїру. Для доставки продукції на комбінат проклали спеціальну залізничну лінію довжиною 346 км. Запаси головного родовища бахарійського району становили близько 200 млн тонн та дозволяли забезпечити комбінат сировиною на десятки років – річна потужність гірничозбагачувального комплексу в Бахарії становила 3,3 млн тонн. Втім, параметри цієї руди все-таки поступались найкращим світовим зразкам, що мало певні наслідки для конкурентоздатності підприємства.
Видобуток руди в Асуані припинили у 1973 році. Оскільки руда з Бахарії мала суттєво нижчий вміст фосфору, для нормальної роботи томасівських конвертерів до неї доводилось домішувати фосфорити (можливо відзначити, що останні видобувались на кількох родовищах в центральній частині долини Ніла та доставлялись на північ країни для роботи кількох заводів фосфорних добрив).  

### Нерудні матеріали
З 1958-го потреби комбінату забезпечували доломітовий кар’єр в Адабії (дещо більш ніж за сотню кілометрів на північний схід від Каїру) та вапняковий кар’єр у Рефаї (Refaii). 
Враховуючи багаторазове збільшення потужності підприємства унаслідок спорудження другої черги, з 1972-го почали видобуток вапняку в Бені-Халід, в районі Самалут у губернаторстві Мінья (пару сотень кілометрів на південь від Каїру).
Нарешті, у 2007 – 2009 роках почали розробку нового вапнякового кар’єру в Джебель-Ель-Тіар (Gable El Tear), так само у губернаторстві Мінья.
Станом на кінець 2000-х річна потужність кар’єрів у Адабії та Бені-Халід становила 240 тисяч тонн та 1 млн тонн відповідно. Випалювання вапняку відбувалось у 5 печах, тоді як з доломітом працювала одна обертова піч.

### Кокс
Комбінат почав роботу з використанням імпортованого коксу. З 1964-го його джерелом став зведений поруч Хелуанський коксохімічний завод, який, втім, переробляв імпортоване вугілля (в першій половині 1980-х років Єгипет імпортував близько 1 млн т кам'яного вугілля для цих потреб).

### Природний газ
В 1977-му на доменній печі №3 почали використання природного газу, який у тому році вперше подали до району Каїру по газопроводу Абу-Ель-Гарадік – Дашур.
Хоча використання блакитного палива у доменному процесі принесло значну економію коксу, проте впровадження цієї технології на печах №4 та №1 припало лише на 1996 та 1998 роки відповідно. 

## Енергетичне господарство
У 1960-х роках на комбінаті запустили три газові турбіни угорського виробництва загальною потужністю 45 МВт. Вони використовували доменний газ, а також паливну нафту.
Частину енергетичних потреб комбінату закривали за допомогою коксового газу від Хелванського коксохімічного заводу. З 1972-го частина цього газу споживалась зведеною на коксохімічному підприємстві установкою з випуску азотних добрив, хоча на меткомбінаті бажали б збільшення поставок.
В 2005 – 2006 роках на комбінаті встановили два котли для виробництва пари, які використовували тепло відпрацьованих газів від обертової печі та кисневих конвертерів.

## Фосфорні добрива
Оскільки томасівські конвертери працювали на руді із значним вмістом фосфору, шлак після плавки містив чимало цього елементу і міг виконувати функцію добрива. Таке використання шлаку почалось у 1965-му і станом на початок 1970-х комбінат міг продукувати 56 тисяч тонн добрива із вмістом Р2О5 на рівні 10% – 12%. 
Можливо також відзначити, що зазначений фосфоровмісний шлак пасував далеко не до всіх єгипетських ґрунтів, а тому значну частину цього продукту експортували.